# جامعة القديس يوسف (بيروت)
جامعة القديس يوسف (بالفرنسية: Université Saint-Joseph de Beyrouth)‏ جامعة كاثوليكية خاصة لبنانية للتعليم العالي أسسها اليسوعيون في عام 1875 في بيروت، لبنان، معروف عنها مدرسة الطب ومستشفاها، فندق ديو دو فرانس. الدولة اللبنانية تعترف رسميا بالجامعة وشهادات الدبلوم التي تمنحها بما يتوافق مع قانون تنظيم التعليم العالي في لبنان. في حرم بيروت ما يلي:
- حرم العلوم الطبية والمستوصف، شارع دمشق
- الحرم الجامعي للعلوم والتكنولوجيا، مار روكز
- حرم العلوم الاجتماعية، شارع هوفلين
- حرم العلوم الإنسانية، شارع دمشق

توجد ثلاثة مراكز إقليمية في صيدا (جنوب)، زحلة (البقاع)، وطرابلس (شمال). بالإضافة إلى ذلك، فإن الجامعة تعمل 12 قسم و22 مدرسة متخصصة. اكثرمن 70 مؤتمر مع جامعات أجنبية. أكثر من 200 من أساتذة الجامعات في مهمات في الخارج. مكتبا إداريا في باريس. مركز للدراسات المصرفية. ثلاثة مراكز للرعاية، النطق والأسنان، معاهد ومراكز ومختبرات للبحث العلمي. المطبوعات المتخصصة. المكتبات ومراكز التوثيق. وعلى كل عبادة داخل الحرم الجامعي. من المعروف القديس يوسف لأعضاء هيئة التدريس في برامج الطب والهندسة فيها.

## التعاون بين الجامعات
الجامعة ينتمي إلى الجمعيات التالية، ويرتبط أكثر من مائة دولة عربية وأوروبية والولايات المتحدة وكندا والجامعات من خلال اتفاقات للتعاون.
- اتحاد الجامعات العربية
- الرابطة الدولية للجامعات
- رابطة الجامعات الناطقة باللغة الفرنسية (L' الوكالة الجامعية للفرانكوفونية)
- الاتحاد الدولي للجامعات الكاثوليكية
- الاتحاد الأوروبي للجامعات الكاثوليكية
- رابطة مؤسسات التعليم العالي من اليسوعية في لبنان وأوروبا
- يوروميد جامعة (تيثيس)

## أساتذة بارزون
- الأب سمير خليل اليسوعي

## وصلات خارجية
- الموقع الرسمي